# Wadeline Jonathas
Wadeline Jonathas (Les Gonaïves, Haití, 19 de febrero de 1998) es una deportista estadounidense que compite en atletismo, especialista en las carreras de relevos. Ganó una medalla de oro en el Campeonato Mundial de Atletismo de 2019, en la prueba de 4 × 400 m.

## Palmarés internacional
| Campeonato Mundial | Campeonato Mundial | Campeonato Mundial | Campeonato Mundial |
| Año                | Lugar              | Medalla            | Prueba             |
| ------------------ | ------------------ | ------------------ | ------------------ |
| 2019               | Doha (Catar)       | Medalla de oro     | 4 × 400 m          |